# Quartier-Morin
Quartier-Morin, in creolo haitiano Katye Moren, è un comune di Haiti facente parte dell'arrondissement di Cap-Haïtien nel dipartimento del Nord.